# Zsuzsanna-alagút
A Zsuzsanna-alagút egy magyarországi vasúti alagút a MÁV 25-ös számú Bajánsenye–Zalaegerszeg–Ukk–Boba-vasútvonalán. A Vas vármegyei Nagyrákos közigazgatási területén, a Nagyrákos megállóhelytől nyugatra, a Zsuzsanna-híd előtt található; hossza 375 méter. Létesítése akkor vált szükségessé, amikor az 1990-es években döntés született az Őrséget átszelő, korábban bezárt vasútvonal újjáépítéséről, olyan nyomvonalon, amely jóval nagyobb haladási sebességet tesz lehetővé.
Az új vasútvonalat 1999 tavaszán kezdték el építeni és 2000 december 18-án adták át a forgalomnak dízelvontatással. Végül 2001-ben avatták fel, mert késett a szlovén oldali szakasz kialakítása. 2010-ben villamosították. Az alagút a nevét – nem hivatalosan – Göntér Mária Zsuzsannáról, Göncz Árpád akkori köztársasági elnök feleségéről kapta.